# Pilar Zabala
Pour les articles homonymes, voir Artano et Zabala.
Zabala  Artano est un nom espagnol. Le premier nom de famille, en général paternel, est Zabala ; le second, en général maternel, souvent omis, est Artano.
María Pilar Zabala Artano, née le 7 mai 1968, est une femme politique espagnole. Elle est députée de Guipuscoa au Parlement basque entre 2016 et 2020.

## Biographie

### Vie privée
Elle parle basque et castillan. Elle réside à Zarautz. Elle est mariée et mère de deux enfants. En 1983, son frère Joxi Zabala, militant présumé d'ETA, est tué par les groupes antiterroristes de libération.

### Profession
Pilar Zabala est titulaire d'une licence en odontologie, obtenue à l'Université du Pays basque. Elle ouvre sa propre clinique à l'âge de 24 ans mais doit abandonner sa profession après un accident de la circulation. Elle exerce depuis en tant que professeure dans un centre de formation professionnelle.

### Carrière politique
Le 20 juillet 2016 elle est présentée par la direction de Podemos comme candidate à la primaire visant à désigner un candidat aux élections de septembre 2016. Elle affronte cinq autres candidats, récolte 52 % des voix et est proclamée candidate pour la coalition Elkarrekin Podemos à la présidence du Pays basque lors des élections de 2016. Elle est élue avec dix autres colistiers et prend la présidence de la commission de l'Éducation.